# 花神遊戯伝
『花神遊戯伝』（かしんゆうぎでん）は、糸森環による日本のライトノベル。イラストは鳴海ゆきが担当している。角川ビーンズ文庫（角川書店）より2012年5月から2015年5月まで刊行された。

## あらすじ
異世界に召還された現代育ちのヘタレ女子高生が紆余曲折を経て一国の女神として祭り上げられ、残酷な異世界で生き残るうち成長してゆく。

## 登場人物
天野知夏（あまの ちか）
本作の主人公。どこにでもいる、ごく普通の女子高生。将棋部所属。
雪祭りの日、友人と待ち合わせるも、そこで虎ほどの大きさをもつ黒い獣に襲われかけ、異世界より現れた謎の青年に助けられる。その後、青年により異世界、幽玄国 蒸槻へと送り込まれ、波乱の日々が幕を開けた。
実は蒸槻を作った国産み女神・天祖陽女神の末裔にして国を陰ながら霊的に守護する、新暦の「緋宮」として召喚された。その神力は歴代でも類を見ないほどに苛烈なものであり、時には女神そのものの再来ではないかと言われている。
新暦を開くも異世界より現れた「まれびと女神」であり、先代の緋宮・架々裏から力を奪い取った悪女などと吹聴され、本来ならば味方であるはずの神女や祇官、剣士たちからも当初は拒絶されており、緋宮として最初の儀式である神々への披露目の際にはボイコットを受けた。
胡丁（こてい）
異世界で知夏を保護した青年。目尻に差した朱色の刺青が異国的な印象を与える。美形だが口が悪く知夏いわく「体罰上等の暴君様」であり、当初は知夏を身寄りを失い自暴自棄になり、川へ身投げしようとする哀れな娘と誤解して同情し親身に諭していたが、あまりにも言うことを聞かない彼女に対して徐々に苛立ち、やがては「阿呆鳥」と称してペットのように扱い始める。
伊織（いおり）
胡丁の友人。長い黒髪に整った美貌を持つ。何故か知夏限定で純情となり、周囲からすれば凡庸で目立たぬ娘である彼女を、常日頃から蝶や花のようだと頬を染めて語る。朝火などからは正気を疑われ、知夏本人ですらまず「よほど目が悪いのか」と本気で心配してしまうほど。
白雨（しらさめ）
男嫌いの絶対零度美女。その名を表すような、純白の髪と美貌の持ち主。知夏いわく「女王様」。河方の儀の生け贄とされかけた所を伊織の母・茅の手引きで脱出し、その際に知夏達と出会う。伊織とは犬猿の仲。知夏から緋剣として指名を受ける。元は貴人の娘だったが実父である鷲見の策略により遊女の身分に落とされていたが、彼女が新暦の緋宮から緋剣に選ばれたと知った父により、再び貴人の身分を取り戻す。口は粗暴であるが知夏に深い恩義を感じており、彼女の安全を何より優先するようになる。行方不明となった知夏を捜索して滸楽の里へたどり着き、そこでかつて同じ生け贄だった真知と再会し、彼女達の変化に驚き、やがて滸楽達との暮らしに安らぎを見出だす。蒸槻の緋宮である知夏に滸楽と共に暮らすことを促すなど、その傾倒ぶりは知夏を動揺させた。滸楽に心引かれながらも知夏を優先する姿勢は変わらなかったが、都から逃げ延びた際に、かつての部下である咲耶から、囚われた滸楽達とその仲間達の身の安全を保証する代わりに、知夏を呼び出せと要求され、迷いながらも応じてしまう。最後まで自分の選択に葛藤し苦しんでいたが、当の知夏に叱咤される形で滸楽を生かす為に知夏を裏切ることになる。火々裏や月神により甦りを果たした知夏が滸楽と合流したことを知っても、裏切りの一件から物語の終盤まで彼女の前に現れることはなかったが、龍神に神力を奪われ殺されかけていた知夏を守る為に駆けつける。かつて花神の為に死んだ花守の乙女の末裔ゆえ、知夏を救えたとの事。彼女の裏切りは知夏に大きなショックを与えたが、知夏への忠誠や真心は強く、白雨に対し良い感情を抱かぬ胡丁でさえ、裏切りの件を知ってなお、彼女を清廉な芯をもつ「どこまでも相手を想う女」だと評した。本編にて知夏と和解することはなく、裏切りの報いとして死罪を求め、知夏を激昂させた。歴が知夏から春日に移って緋剣の力を失った後に静かに帰鼓挺を後にしたが、実は滸楽に引き留められており、知夏と遠凪の会話を物陰から聞いていた。嗚咽が周囲に丸聞こえであり、居合わせた全員が彼女の存在を黙認し、白々しい芝居を打った。最終巻で滸楽との間に女児を生むと知夏の夢見で示唆され、外伝にて胡丁の助けを得て無事に女児を出産し、美火野と名付けられた。父親については明言されておらず、彼女が「白雨様」と敬われ、助産婦が遠凪に祝いを述べている場面があるが、関連は不明。娘に知夏のことを話していたらしく、数年後に話に出てくる鉄花を探して洲沙と共に集落を訪れた娘が知夏と出逢い、そこでようやく知夏との和解が叶うことが示唆されている。
架々裏（かがり）
知夏の前に歴を開いていた先代の緋宮。衰えた神力を補う為に知夏を狙う。彼女が次代緋宮であることを夢で予知していた。蒸槻の怨敵である滸楽と通じたとして処断を受けるも崇拝者は多く、投獄された彼女の為に知夏の命を狙う者も少なくない。知夏を裏切り自分の元へ戻ってきた佐基の手引きで牢から脱出し、楽奪月に再び知夏と対峙するも、かつて憎しみから殺そうとした知夏に明るく笑いかけ、自分から歴を受け継いだお前は妹にも等しいと語り、それまで気高く美しい冷酷な人物であるとの印象が強かった知夏を困惑させた。その時には孕んでいた子を殺して和邇一族と通じており、下半身は蠍のような姿の異形となっていた。知夏に緋宮という一見華やかで名誉ある使命の裏に付随する惨い現実を伝え、味方となるよう促すも、知夏を助けに駆けつけた胡丁に邪魔される。最期は知夏に佐基を託し、黄泉で待つと言い残す。その後は歴代の緋宮がたどり着く黄泉にて知夏を待っていた。帝の策略により川へ落とされ、川底で神々の真相を知り怨みの闇に襲われ、自ら黄泉へと足を踏み入れようとした知夏を「おまえが来るには早すぎる」と救った。挫けそうな知夏を励ましながらも叱り、自分の心を預かってほしいと伝え、再び立ち上がるよう促す。以前に佐基が語った通り、他者に誇りを与えることができる女性であり、その優しさに触れた知夏は心の甦りを果たす。
朝火（あさひ）
架々裏の緋剣の一人であったが、後に知夏の再指名を受けて知夏の緋剣となる。第一印象は整った柔和な容貌の優男だが、実際は過激な性格で、緋宮として自覚の足りない知夏への見せしめに、目の前で反逆者を斬り殺し、「いつまでも愚かでいるな、女」と侮蔑を露に言い捨てた。この件が知夏に異世界の残酷さを知らしめた。家族を滸楽に殺された過去をもち、彼の異常なまでの「緋宮」に対する崇拝心の根底には、彼らへの憎悪と恐怖がある。敬愛すべき「緋宮」としてあまりにも相応しくない知夏を当初は侮り、仮面のような笑顔の下で苛立っていた。ある時を境に彼女を自身の女王と認めるが、滸楽への憎しみを捨てることはできず、滸楽の暮らしを知りその存在を受け入れる知夏と袂を分かつ事になる。知夏に代わる新緋宮とされる春日の下に身を寄せ、知夏達と敵対する立場になるが、本心では知夏を見限った訳ではなかったと物語の終盤で語っている。使命を果たした知夏に、正式に春日の緋剣となるよう促される。春日を弱く愚かな女として拒絶するも、知夏の言葉に諭され渋々ながら受け入れる。外伝にて数年後の姿が描かれ、知夏のことを今でも思い出している様子。また、自分に会うため滸楽でありながら都まで訪れた甥の洲沙と再会し、初めて彼の名を呼んだ。
佐基（さき）
朝火と同じく架々裏の緋剣だったが、後に知夏の再指名を受け、彼女に仕える緋剣となる。癒し系の美女であり、異世界より渡りきて蒸槻の生活や緋宮としての責務に戸惑う知夏を、姉や友人のような親しみを以て労う優しさの持ち主。高い神力を有し、知夏と同じく陽女神の血筋の生まれであり、かつては護女の候補として目されたこともあったが、あめつちには選ばれず、幼い頃から悪鬼や穢主たちの声に怯えながら生きてきた。緋宮として出来ることを模索する知夏が自分を顧みず、度重なる忠告にも耳を傾けないことに不信と不安を募らせ、離反する。再び架々裏の元へ戻るも本心から知夏を憎むことはできず、最期には知夏へ親愛と忠誠の証しに口づけを贈り、胡丁に知夏を必ず守れと言い遺し、眠りにつく。死に際、その身が穢れ過ぎた為、待ち望まれた高い神力を持つ緋宮である知夏の元には返されないも、神気が護女のそれとよく似ているため、長い月日をかけ神々に浄めを受ければ、いずれは蒸槻を守る柱神の一人として目覚めることもあり得るとの事。そしてその予言に違わず、物語の終盤、知夏の危機に再び現世に舞い降り、神々と共に知夏を助太刀する。別れ際には「いつかの世で、再びお会いできる」と、伊織と共に、未来でいつまでも知夏を待ち続けると誓った。外伝にて女神のような姿となって登場し、神世に生まれ落ちた知夏のもとへ龍神となった伊織の背に乗り駆けつけた。死んだら一番に会いにいく、という言葉を果たした知夏を抱擁で迎え、共に天神のもとへ赴く。
未不嶺  （みふね）
今帝である司義の異父兄弟であり、得体の知れないまれびと女神である知夏を監視する目的で自ら緋剣として指名しろと帰鼓廷に現れる。司義を何より優先していたが緋剣として知夏と契約を交わした後は彼女に傾倒してゆくことになり、司義と知夏の間で常に悩み苦しむ事に。ある夜、知夏を手に入れんとする司義の野望に気づきつつも彼を緋剣の立場を利用し帰鼓廷に通してしまうが、無理強いに恐怖し拒絶する知夏の声に、司義より彼女を選び、知夏を庇ったことから裏切り者として司義には切り捨てられる。司義の仕打ちに傷つき逃亡した知夏を探し、白雨と共に滸楽の集落にたどり着いた。そこで滸楽の暮らしに驚き戸惑う。一度は帝側へ寝返るも、都で敵として再会した知夏に「私の剣か、王の犬か」と選択を迫られ、彼女を守る道を選ぶ。動乱の後に藤朗の推薦と後ろ楯もあり、司義と代替わり次代の帝として即位することになる。知夏にその報告をした際、二度と陽女神の末裔を暗闇の中で独り叫ばせないと誓い、知夏の最初で最後の悲鳴を受け入れた。即位後は戦上手の王となり、生涯をおいて知夏との誓いに忠実であり、欲に溺れなかったことが評価され、神世に生まれ変わると作者のブログで明かされている。
司義（しぎ）
蒸槻の今帝。
九支（くし）
帰鼓廷の祇官長。
遠凪（とおなぎ）
滸楽の王。
洲沙（すさ）
滸楽の少年。以前に知夏が神殿で助けた滸楽の息子。知夏を慕い、彼女の為に命をかけることもある。滸楽に浚われ殺害されたと思われていた朝火の実妹・木瀬の息子であり朝火の甥にあたる。自分がよく似ているという伯父の名前と存在は母から聞いて覚えていたが、その母が滸楽に堕ちた罪人として同族である筈の人間に虐殺されてからは、人間にひどい憎悪を抱き続けていた。他の滸楽同様女性には甘く、知夏への義理立てに白雨を殺そうとした遠凪を止めようとし、知夏に白雨への赦しを乞うた。外伝の白雨の出産については彼の視点で描かれ、後にその白雨の娘を連れ、ある集落にて偶然にも知夏と再会する。時間軸は不明であるものの同じく外伝にて、一人都に春日の緋剣として残った朝火の元へ会いにいった姿が朝火の視点にて描かれている。

## 既刊一覧
- 糸森環（著）・鳴海ゆき（イラスト） 『花神遊戯伝』 角川書店→KADOKAWA〈角川ビーンズ文庫〉、全11巻
  1. 「よろしく遊べ、この異世界」2012年5月31日発売[1]、ISBN 978-4-04-100313-8
  2. 「よろしく響け、この異世界」2012年9月29日発売[2]、ISBN 978-4-04-100505-7
  3. 「よろしく誓え、この異世界」2013年1月31日発売[3]、ISBN 978-4-04-100641-2
  4. 「ひとひら恋せ、闇告げる王」2013年2月28日発売[4]、ISBN 978-4-04-100681-8
  5. 「ひとひら恋せ、六花の夜」2013年5月1日発売[5]、ISBN 978-4-04-100819-5
  6. 「ひとひら恋せ、胡蝶の月」2013年8月1日発売[6]、ISBN 978-4-04-100945-1
  7. 「あさき夢見し、百華の雪」2013年11月1日発売[7]、ISBN 978-4-04-101071-6
  8. 「あさき夢見し、月読み乙女」2014年2月1日発売[8]、ISBN 978-4-04-101206-2
  9. 「あさき夢見し、かぐやの戯」2014年7月1日発売[9]、ISBN 978-4-04-101582-7
  10. 「ちとせに遊べ、この花世界」2015年1月1日発売[10]、ISBN 978-4-04-101581-0
  11. 「きらめく星屑のかけらたち」2015年5月1日発売[11]、ISBN 978-4-04-102512-3